# Lucie Kursová
Lucie Kursová, dívčím příjmením Kracíková (* 11. září 1971, Jablonec nad Nisou, Československo) je česká archeoložka, historička architektury a publicistka. Pracuje v teplickém Regionálním muzeu, kam byla roce 2009 přijata na pozici vedoucí Archeologického oddělení. Ve své odborné praxi se zaměřuje středověkou a raně novověkou architekturu. Kursová se též podílí na archeologických průzkumech (například v Úštěku).

## Dílo
- KRACÍKOVÁ, Lucie; SMETANA, Jan. Románská a gotická sakrální architektura v okrese Česká Lípa. Praha: Unicornis, 2000. 127 s. ISBN 80-86204-04-9.
- KRACÍKOVÁ, Lucie; BELLING, Vojtěch. Středověká sakrální architektura na Frýdlantsku. Praha: Unicornis, 2003. 127 s. ISBN 80-86204-11-1.
- GABRIEL, František; KURSOVÁ, Lucie. Helfenburk - svědek čtyř osudů. 1. vyd. Úštěk: Město Úštěk, 2016. 38 s. ISBN 978-80-270-0332-7.